# ألفرد مردوخ
ألفرد مردوخ هو سياسي نيوزيلندي، ولد في 1877 في ونهونغة ‏ في نيوزيلندا، وتوفي في 1960. نشط حزبياً في الحزب الليبيرالي النيوزيلندي. وقد انتخب وزير الزراعة ‏ (28 مايو 1930 – 22 سبتمبر 1931) وانتخب عضو مجلس النواب النيوزيلندي ‏.